# Das Auge des Bösen (1962)
Das Auge des Bösen (Originaltitel: L’œil du malin) ist ein Psychothriller aus dem Jahr 1962 von Claude Chabrol, der zu dem Schwarzweißfilm auch das Drehbuch schrieb.
Der Film wurde am 2. Mai 1962 in Frankreich uraufgeführt. In Deutschland kam der Thriller am 15. Juni 1962 in die Kinos.

## Handlung
Der französische Journalist und gescheiterte Schriftsteller Albin Mercier wird von einer kleinen Zeitung für eine Reportage nach Süddeutschland geschickt. Er soll über das Deutschland der Nachkriegszeit berichten. Er sucht den Kontakt zu dem bekannten deutschen Schriftsteller Andreas Hartmann, der am Starnberger See mit seiner attraktiven französischen Ehefrau Hélène lebt. Albin ist neidisch auf das Glück des Paares, insbesondere auf Andreas, der augenscheinlich alles hat, was Albin nicht erreichen konnte. Albins Annäherungsversuche bei Hélène scheitern. Er beobachtet sie heimlich und findet schließlich heraus, dass sie einen Liebhaber hat. Er fotografiert das Paar und konfrontiert Hélène mit den Fotos, um sie zu erpressen. Diese entgegnet, dass Andreas ihr Verhältnis bekannt sei. Albin lässt sie zurück und fährt zu Andreas. Er zeigt ihm die Fotos und wird von Andreas des Hauses verwiesen. Als Hélène nach Zuhause zurückkehrt, ersticht Andreas sie in rasender Eifersucht. Albin ist am Boden zerstört, gesteht seine Verantwortung an der Tragödie und will die Schuld auf sich nehmen.

## Hintergründe
Der Film wurde im September und im Oktober 1961 in München gedreht.
Stéphane Audran war von 1964 bis 1980 mit Regisseur Claude Chabrol verheiratet.
Jacques Charrier war von 1959 bis 1963 mit der Schauspielerin Brigitte Bardot verheiratet.

## Synchronisation
Rollen und Schauspieler mit den entsprechenden Sprechern der deutschen Synchronfassung:
| Rolle            | Schauspieler     | Synchronsprecher  |
| Albin Mercier    | Jacques Charrier | Gig Malzacher     |
| Andreas Hartmann | Walter Reyer     | Walter Reyer      |
| Hélène Hartmann  | Stéphane Audran  | Dagmar Altrichter |

## Kritik
„Chabrol will in Form eines psychologischen Thrillers deutsche Wesenszüge sichtbar machen, wobei es seinem Film – nicht zuletzt durch die Synchronisation – an Spannung und Glaubwürdigkeit mangelt.“

„Hübsch sarkastisch, der schwachen Synchronisation zum Trotz.“

„Claude Chabrol inszenierte mit diesem frühen Werk einen raffinierten und stellenweise äußerst bösen Psychothriller um Lüge und Betrug. Der Film wurde seinerzeit zu Unrecht von der Kritik verrissen. Allerdings lässt die deutsche Synchronisation einiges zu wünschen übrig.“